# Потимков, Юрий Стефанович
Ю́рий Стефа́нович Поти́мков (укр. Юрій Степанович Потімков; 1 августа 2002, Харьков) — украинский футболист, защитник клуба «Кудровка».

## Биография
Юрий Потимков родился в Харькове. Заниматься футболом начал в местных академиях, пройдя подготовку в ДЮСШ «Металлист», «Арсенал», «Металлист 1925» и «Авангард». В 2020 году дебютировал на взрослом уровне в чемпионате Харьковской области в составе харьковского «Авангарда».
Летом 2021 года подписал контракт с клубом украинской Премьер-лиги — «Металлист 1925». Сначала выступал за юношескую команду, а затем получил шанс в основной. Свой дебют в Премьер-лиге Украины он провел 22 ноября 2021 года в матче против «Вереса», выйдя на замену во втором тайме.
В 2023 году отправился в аренду в «Кудровку-Ниву», где сыграл 5 матчей. С начала 2024 года выступал за «Кудровку», также на правах аренды.